# Draisena
Die Zeitschrift Draisena – Blätter für Damen-Radfahren : Organ zur Pflege und Förderung des Radfahrens der Damen wurde 1895 gegründet und erschien ab 1897 in Dresden monatlich zweimal im Verlag von Ernst Heinrich Meyer. Zuvor war Verlagsort Augsburg. Das Blatt wurde circa 1901 wieder eingestellt. Draisena wird als erstes und ältestes Sportblatt der radfahrenden Damen bezeichnet.
Draisena bezeichnete sich 1899 selbst in Anzeigen als "Offizielles Organ der Damen der Allgemeinen Radfahrer-Union, Deutscher Touren-Club, des Verbandes christlicher Radfahrer Oesterreichs, des Schutzverbandes deutscher Radfahrer, des Bundes deutscher Radfahrer Oesterreichs, des Schutzverbandes der Radfahrer Cöln und Umgebung, des niederösterreichischen Radfahrer-Verbandes, Ostmark, des Radfahrer-Schutzverbandes Hannover, sowie von 120 Einzelvereinigungen."
Die Frauenrechtlerin Minna Wettstein-Adelt war von 1895 bis 1897 Chefredakteurin von Draisena; mit "Redaktion für Deutschland" wurde ihre Funktion 1899 bezeichnet. Als Herausgeber und verantwortlicher Redakteur für Oesterreich-Ungarn fungierte 1899 Arnold Berg in Wien.
1897 präsentierte Draisena bei der „I. Radtouristischen Ausstellung“ vom 15. bis 25. Juli 1897 in München. Im Jahrbuch der deutschen Radfahrer-Vereine 1897/98 nennt nur ein Verein „Draisena“ als Vereinsorgan: der Velocia Damen RV in Dresden-Blasewitz.
Die Bekleidungsfrage radfahrender Frauen in Artikeln der Draisena erörterte Anne-Katrin Ebert in der Studie Radelnde Nationen.